# Adèle Milloz

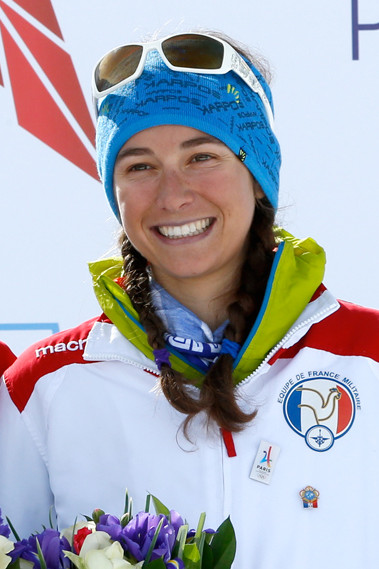
Adèle Milloz (2017)

Adèle Milloz (* 5. Mai 1996 in Bourg-Saint-Maurice; † 12. August 2022 an der Aiguille du Peigne, Mont Blanc) war eine französische Skibergsteigerin.
Milloz, Tochter eines Bergführers und einer Skilehrerin, gewann 2017 sowohl bei den Einzel- als auch bei den Teamwettbewerben der Militärweltspiele in Sotschi die Goldmedaille wie auch 2018 bei der Europameisterschaft im Skibergsteigen (englisch European Championships of Skimountaineering) in Nicolosi im Sprint. 2018 war sie Fünfte bei der Pierra Menta. 2019 schied sie aus dem Profisport aus und war als Bergführerin tätig; sie absolvierte dafür die Ausbildung an der nationalen Ski- und Bergsteigerschule in Chamonix.
Adèle Milloz starb zusammen mit einer Kundin bei einem Absturz an der Aiguille du Peigne auf der Chamonix-Seite des Mont-Blanc-Massivs, möglicherweise in Folge eines Erdrutsches.